# Solanum subinerme
Solanum subinerme är en potatisväxtart som beskrevs av Nikolaus Joseph von Jacquin. Solanum subinerme ingår i släktet skattor som ingår i familjen potatisväxter. Inga underarter finns listade i Catalogue of Life.